# 해리 해리스
해리 빙클리 해리스 주니어(영어: Harry Binkley Harris, Jr., 1956년 8월 4일~)는 미국 해군 소속 미국 태평양 사령부의 제24대 태평양 사령관을 역임한 전직 미국 군인이자 제24대 주한 미국 대사이다. 해리 해리스는 미국 해군에서 최초로 제독으로 진급한 일본계 미국인이며 미국인 아버지와 일본인 어머니 사이에서 태어났다. 또한, 최초의 P-3 오라이온 초계기 비행장교 출신 4성장군이기도 하다. 2013년부터 2015년까지는 하와이에 주둔한 미국 태평양 함대 사령관을 역임했다.
당초 2018년 2월 도널드 트럼프 대통령에 의하여 주(駐)오스트레일리아 미국 대사에 지명되었으나, 마이크 폼페이오 국무장관 요청으로 같은 해 5월 18일 주한 미국 대사로 재지명되었다. 이후 청문회를 진행하여 6월 26일 상원 외교위원회에서 인준안이 통과되었으며, 6월 28일 상원 전체회의에서 최종 인준되었다.
2018년 7월 7일 대한민국 인천공항을 통해 입국하면서 공식 부임하였는데,
이는 2017년 1월 전임자 마크 리퍼트 대사의 임기 종료로 주한 미국 대사 자리가 공석이 된지 약 1년 6개월만이다.
해리스는 7월 9일 외교부에 신임장을 제출하고, 공식 업무를 시작하였다.

## 주한 미국 대사 지명
2018년 2월 도널드 트럼프 대통령에 의해 해리스가 호주의 미국 대사로 지명되었지만 2018년 5월 23일 마이크 폼페오 국무 장관이 새로 선포 한 제안에 따라 트럼프가 해리 해리스를 주한 미국 대사로 지명하였다.

## 주한 미국 대사로서의 평가
해리스 대사는 여러 차례 한국의 내정 문제 나 주권 결정에 개입 한 행동을 하여 비난을 받았다. 이러한 조치를 취함으로써 그는 많은 한국인들이 미국에 대한 부정적인 견해를 갖도록 하고, 한미 양국 관계와 미국의 이익을 악화시켰다. 일례로 해리 해리스는 서울에서 외국 언론인들과의 기자 회견에서, 한국의 대통령을 비판하고, 미국이 대한민국에 대한 징계조치를 할 수 있다고 하면서, 간접적으로 대한민국의 대통령에게 경고했다. 해리스는 마치 자신이 대한민국의 총재와 같은 태도를 취하고, 한국에 대한 일본 통치 기간 동안 일본이 임명 한 총재였던 이토 히로부미를 연상시키는 콧수염을 하고 있는 것에 대해서 많은 한국인들로부터 대한 비난을 받고 있다. 해리스는 대한민국 국민들의 비판이, 그의 일본 태생의 인종 유산에서 비롯된 것이라고 입장을 표명했다. 그는 일본과의 GSOMIA (한일간 군사 정보 협정)을 중단없이 지속해야 한다고 주장하고, 대한민국측이 미국이 요구하는 500 억 달러의 주한 미군 주둔 비용 협상에서, 미국이 요구하는 기존 비용 대비 5배 이상 인상된 비용을 대한민국은 모두 부담해야 한다고 강압적으로 대한민국의 정치인들에게 요구 한것등에 대해서 비난을 받았다.

## 임기중 발언 내용
주한 미국 대사 해리 해리스는 최근 지소미아를 연장해야 한다는 자신의 주장과 주한미군 주둔비용에 대한 협상에서, 자신이 해야할 한미간의 중재자 역할에 관련하여, 미국을 대표하는 주한 미국 대사가 아니라, 일본인 입장에서 일본에서 출생한 주한 미국 대사역할을 일본인 입장에서 일본에서 출생의 주미 대사역할을 한다는 대한민국 국민들의 비판과 대한민국 정부의 비판을 존중한다고 하였다. 또한 해리스는 콧수염에 대해 한국인들에 대한 비난에 직면 해 있는데, 일부 사람들은 일본 대한민국에 대한 식민 통치 기간 동안 일본이 임명 한 총재(이토 히로부미)를 연상케했다. 해리스는 그가 일본에서 출생한 출생자로서 유산에 기인 한 비판이라는것을 인정하였다. 대한민국 정부와 국민들의 비판을 존중하여, 콧수염으로 인해서 공무 수행에 방해되는 선입견을 갖게 한다면, 콧수염은 제거 하도록 하겠다고 공언하였다.

## 학력
- 미국 해군사관학교 학사
- 하버드 대학교 케네디 행정대학원 석사
- 옥스퍼드 대학교 대학원 국제정치학 석사
- 조지타운 대학교 대학원 안보학 석사

## 경력
- 2011년 10월~2013년 6월: 미국 합동참모본부 의장 보좌관
- 2013년 6월~2015년 5월: 미국 태평양 함대 사령관
- 2015년 5월~2018년 5월: 미국 태평양 사령부 사령관
- 2018년 7월~2021년 1월: 주한 미국 대사[4][5]
- 2021년 1월~: 주한미국상공회의소 명예회장

## 사진

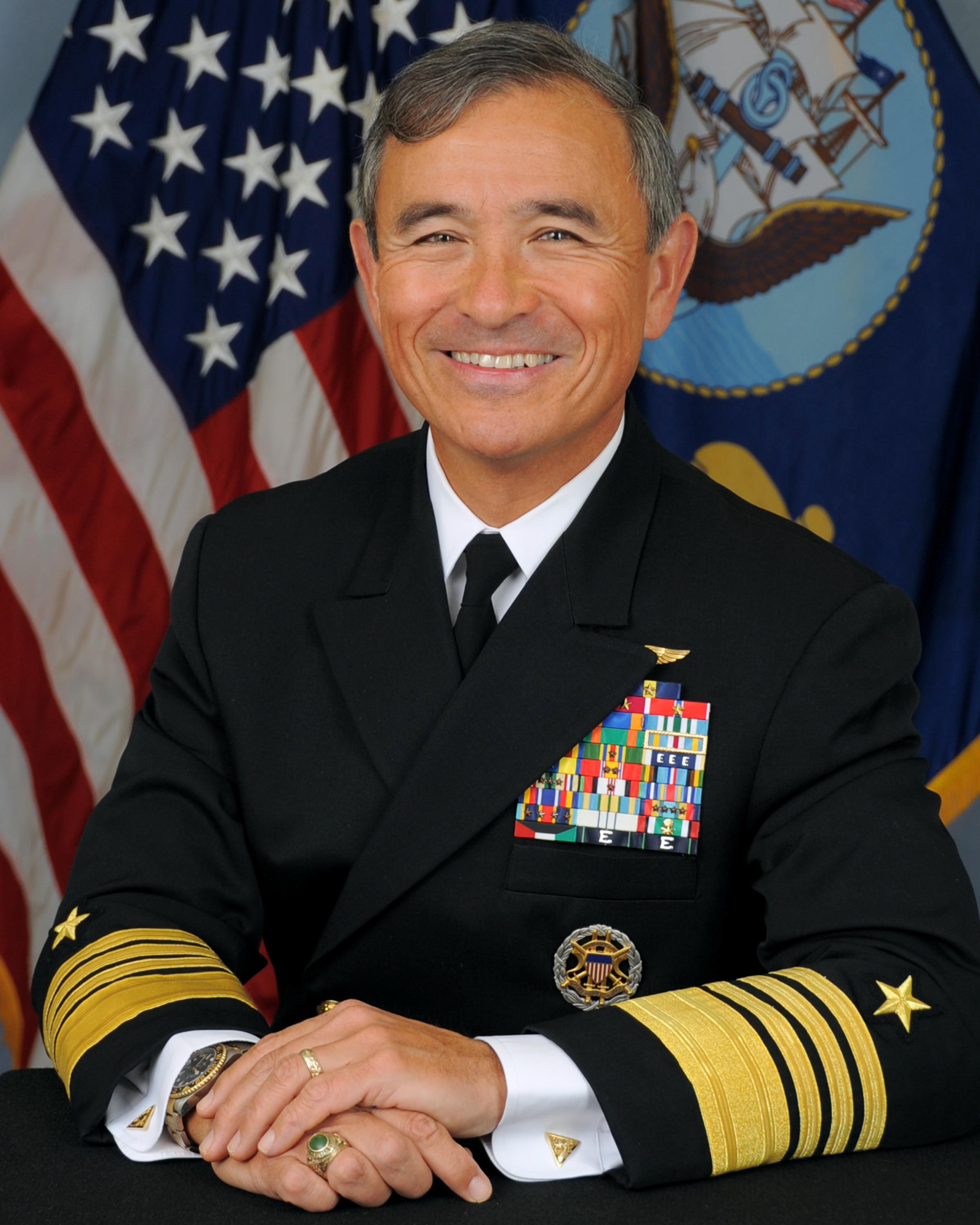
해리 해리스가 미국 태평양 함대 사령관으로 복무하던 시절의 모습(2013년 촬영)

## 같이 보기
- 주한 미국 대사